# Microxylobiini
Microxylobiini es una tribu de insectos coleópteros curculiónidos. 

## Géneros
- Isotornus
- Microxylobius
- Microhylonomus